# Geumhyung Jeong
Jeong Geumhyung (정금형?; Seul, 1980) è una performance artist, ballerina e coreografa sudcoreana.

## Biografia
Jeong ha prima studiato recitazione alla Hoseo University di Cheonan, in Corea del Sud, e poi danza e performance alla Korean National University of Arts e film d'animazione alla Korean Academy of Film Arts di Seoul. Vive e lavora a Seul. È un membro dell'Akademie Schloss Solitude.

## Opere

### Temi
Nel suo lavoro si occupa del rapporto tra il corpo umano e gli oggetti che lo circondano. Usa normali oggetti di uso quotidiano per le sue interazioni. Si è occupata in particolare del rapporto uomo/macchina, compresi attrezzi per l'allenamento fisico. Nei suoi pezzi unisce danza e teatro di figura, anche assemblando robot che suscitino empatia nello spettatore o facciano riflettere sull'inquietudine nelle relazioni tra umani e macchine.

### Spettacoli e mostre
Nel 2015 ha presentato la performance Fitness Guide (2011) al New Museum of Contemporary Art (New York, USA). Jeong voleva attirare l'attenzione sul ruolo del corpo femminile in un'economia di sfruttamento basata sul genere.
Ha inoltre proposto i suoi lavori in numerosi festival, tra cui il Teatro Spektakel di Zurigo (Svizzera), l'ImpulsTanz Festival (Vienna, Austria), il Württembergischer Kunstverein (Stoccarda) e il PACT Zollverein (Essen). Nel 2022, Toy Prototype è stato inserito nella mostra tematica La seduzione del cyborg nell'ambito della 59ª Biennale di Venezia.

## Premi e riconoscimenti
Nel 2015, Jeong ha vinto il 16º posto dell'Hermès Foundation Missulsang (에르메스재단 미술상?), un'iniziativa per promuovere gli artisti coreani emergenti. Il premio comprendeva un soggiorno di 4 mesi a Parigi; lì le è stata data l'opportunità di lavorare con esperti per migliorare la sua gestione dei droni, che adopera nel suo lavoro. Ha anche ricevuto una mostra personale presso Atelier Hermès, Seoul.